# Jámborné Balog Tünde
Jámborné Balog Tünde (Hódmezővásárhely, 1938. október 2. –) magyar író, festő, pedagógus.

## Életpályája
1938–1944 között a dél-alföldi és máramarosi falukban élt. 1945 óta Makón él. 1945-től elemi iskoláit apácák mellett végezte el. 1952–1956 között a Makói József Attila Gimnázium diákja volt; itt érettségizett. Autodidakta művész, és bár orvosi egyetemre jelentkezett, a felvételire végül nem ment el. Címfestőként dolgozott, közben festeni kezdett. Egyetemi tanulmányait a Szegedi Tanárképző Főiskola földrajz-rajz szakán végezte el 1968-ban. 1965–2012 között különböző általános és művészeti iskolákban oktatott rajzot. 1988 után kezdett írni. 1991–2006 között a Makói Művésztelep alapítója és vezetője volt. 2000–2010 között a Marosvidék szerkesztőjeként dolgozott. 2005-ben fejezte be a batikolást.

### Munkássága
A batikolással fiatal tanárként kezdett foglalkozni egy szakfolyóirat újságcikke alapján, eleinte csak azért, hogy valami újat tudjon mutatni diákjai számára. Hamar ájött arra, hogy ez a technika a képzőművészeti alkotásra is jó, és az is kiderült, hogy rajta kívül szinte senki sem foglalkozik ezzel. Ez egy több mint 40 éven át tartó, egyedi látásmódot megjelenítő alkotómunka kezdete volt. Batikjainak nagy része irodalmi, népköltészeti témájú, de többek között a népszokások, a népi hiedelemvilág, illetve a Biblia is megihlette.

## Magánélete
1957-ben házasságot kötött. Három gyermekük született.

## Batiktervei
- Szent Anna-kápolna (Makó, 1970)
- 1956-os emlékmű (Makó, 1996)

## Kötetei
- Medárd lépcsőjén (Elbeszélések. Széphalom Könyvműhely, 2000)
- Az én kalendáriumom.(Tárcanovellák a szerző illusztrációival. Széphalom Könyvműhely, 2002)
- Árapály a Vizes utcán. (Novellafüzér. Széphalom Könyvműhely, 2005)
- Utazások a labirintusban (Elbeszélések. Liget Műhely Alapítvány, 2009)
- Odette vendégei – Szakácskönyvféle régi és újabb történetekkel (Elbeszélések. Széphalom Könyvműhely, 2010)
- Templomkerti látomások (Elbeszélések a szerző illusztrációival, Széphalom Könyvműhely, 2014)
- Jámborné Balog Tünde vásznai – negyven év batikképei (Művészeti album, Széphalom könyvműhely, 2016)
- Különös tartomány. Családregényféle régi és újabb elbeszélésekből; Széphalom Könyvműhely, Bp., 2019

## Kiállításai

### Egyéni
- 1969-1970 Makó, Szeged, Hódmezővásárhely, Szentes, Csongrád, Kiskunfélegyháza, Békéscsaba, Budapest
- 1974 Szeged, Zalaegerszeg, Celldömölk
- 1975 Mohács
- 1977-1978 Makó, Szentes
- 1978 Szabadka
- 1982 Hódmezővásárhely, Hajdúböszörmény
- 1982-1983, 1992 Makó, Szeged
- 1984-1985 Szeged, Budapest
- 1987 Budapest, Bécs
- 1988-1993 Makó, Szófia, Budapest, Szeged, Kecskemét, Hódmezővásárhely, Dunakeszi
- 1991, 2009 Budapest
- 1992 Ópusztaszer
- 1995 Szeged
- 1996, 2009 Makó
- 2002 Budakeszi
- 2008 Vác
- 2009 Püspökladány

### Csoportos
- 1971-1990 Őszi tárlatok (Hódmezővásárhely)
- 1971-1998 Délalföldi Tárlatok (Hódmezővásárhely-Békéscsaba)
- 1991-2005 Makói Művésztelep
- 2000-2001 A Makói Művésztelep Millenniumi Vándorkiállításai (Szeged, Budapest, Baja, Kalocsa, Barcs, Hajdúböszörmény, Budakeszi, Hódmezővásárhely, Szentes)

## Díjai
- Makó város Rudnay Emlékérme (1975)
- Csongrád Megyei Közgyűlés Alkotói Díja (1993)
- Nagy Lajos-díj (1996, 1997)
- Magyar Művészeti Akadémia Millenniumi Aranyoklevele (1998)
- Makó Város Díszpolgára (2000)
- V. Csopaki Irodalmi Fesztivál díja (2006)
- Nem-díj (2006)[5]
- Magyar Írószövetség és HM nívódíja (2009)
- Arany János-díj (2012)[6]
- A Magyar Érdemrend lovagkeresztje (polgári tagozat, 2013)[2]
- Patronus Arts-díj (2015)
- József Attila-díj (2017)